# Čchiou Luan
Čchiou Luan čínsky pchin-jinem Qiú Luán, znaky zjednodušené 仇鸾, tradiční 仇鸞, 1505 – 31. srpna 1552) byl generál působící v čínské říši Ming za vlády císaře Ťia-ťinga. Sloužil na čínsko-mongolské hranici, v letech 1550–1552 jako vrchní velitel pohraničních vojsk.

## Jména
Čchiou Luan používal zdvořilostní jméno Po-siang (čínsky pchin-jinem Bóxiáng, znaky 伯翔).

## Život

### Původ a počátek kariéry
Čchiou Luan se narodil ve rodině dědičných důstojníků žijící v okresu Čen-jüan v severozápadní Číně (v moderní provincii Kan-su, tehdy v provincii Šen-si). Jeho děd Čchiou Jüe (1465–1521) byl za účast v likvidaci povstání knížete z An-chua (1510) jmenován hrabětem z Sien-ning (咸寧) a později i markýzem. Čchiou Luan titul zdědil roku 1522.
Roku 1524 patřil mezi činitele podporující císaře Ťia-ťinga ve sporu o obřady. Vzápětí ho císař jmenoval velitelem jedné z dvanácti divizí mingské armády umístěných v pekingské oblasti. Po pěti letech ho povýšil na velitele vojsk jihočínských provincií Kuang-tung a Kuang-si. Kvůli nemoci žádal roku 1534 o odvolání, ale protože se vzdal služby ještě než přišel souhlas císaře, byl potrestán pokutou ve výši tříměsíčního platu.
Roku 1539 byl jmenován velitelem připravované trestné expedice do Vietnamu; zatím doprovázel císaře na jeho cestě do rodiště v Chu-kuangu ve funkci jednoho ze zástupců velitele doprovodu. Roku 1540 přijel do Kuang-si, aby převzal velení nad expedičními vojsky a vypracoval plán operace. Zde se dostal do sporu s provinčním velitelem Kuang-tungu Liou Sünem, markýzem z An-jüan. Císař pak v říjnu 1540 jmenoval velitelem expedice Liou Süna a Čchiou Luana odvolal. V červnu 1541 byla expedice zrušena.
Roku 1543 byl jmenován zástupcem komisaře levé hlavní vojenské komise a roku 1544 postaven do čela regionálního pohraničního velitelství v Kan-su. Jeho nadřízený Ceng Sien (velitel tří pohraničních velitelství v Šen-si, včetně velitelství v Kan-su) ho považoval za špatného a zkorumpovaného důstojníka a v zimě 1547 prosadil jeho odvolání a zatčení. Na jaře 1548 však (kvůli sporu o postup proti Mongolům v Ordosu) ztratil Ceng Sien císařovu důvěru, což Čchiou Luan využil k jeho kritice a současně kritice Ceng Sienova podporovatele, vlivného velkého sekretáře Sia Jena. Údajně přitom měl podporu Sia Jenova konkurenta v sekretariátu Jen Sunga. Nato byl Čchiou Luan osvobozen.

### Velitel vojsk na severu a v pekingském regionu
V letech 1548–1549 Mongolové vedení Altan-chánem při svých nájezdech dospěli až na den jízdy od mingské metropole Pekingu a poté i k císařským hrobkám u města. Altan-chán varoval mingské úřady, že pokud nepovolí vzájemný obchod, zaútočí na Peking.
V červenci 1550 v boji s Mongoly padl velitel významné pohraniční pevnosti Ta-tchungu Čang Ta; Čchiou Luan dostal uvolněné místo. Jako velitel Ta-tchungu se vyhnul bojům, namísto nich údajně podplatil Mongoly, aby se přesunuli podél hranic více na východ a současně se stáhl z Ta-tchungu do průsmyku Ťü-jung blíže k Pekingu. Mongolové koncem září dosáhli průsmyku Ku-pej (65 km severovýchodně od Pekingu) a postupovali na jih do Tchung-čou (na severním konci Velkého kanálu), kde se utábořili. 30. září mongolský předvoj dojel k Pekingu; následující den Mongolové vypálili předměstí a začali s obléháním města.
Posádka metropole měla 140 tisíc mužů, z toho pouze 50–60 tisíc bojeschopných, ostatek byl používán na stavbách. Posily neměly zásoby a vybavení. Armáda proto nebyla schopna s Mongoly něco udělat. Eunuchové, jejichž statky severovýchodně od města byly ničeny, nasazovali proti úředníkům, císař zuřil, a 6. října nechal popravit ministra vojenství.
Čchiou Luan byl schopen z průsmyku přivést své vojáky na pomoc druhý den po příchodu Mongolů, císař ho proto zahrnul přízní a jmenoval vrchním velitelem obrany celého severu s titulem velký generál pacifikující sever (平北大將軍, pching-pej ta-ťiang-ťün). Pro jeho vojáky nebylo v Pekingu připravené zásobování, sháněli si ho sami v okolí stejnými způsoby jako Mongolové. Po čase Mongolové vyplundrovali okolí a ustupovali na sever. Čchiou Luan je z bezpečné vzdálenosti následoval, přičemž severně od Čchang-pchingu se s nimi (pro něho neočekávaně) setkal a v boji ztratil přes tisíc mužů, ohlásil však vítězství.
V lednu 1551 Čchiou Luan přivedl do Pekingu k výcviku posilu šedesáti tisíc vojáků z pohraničí. Přitom s titulem velitele vojenských záležitostí Pekingu (cung-tu ťing-jing žung-čeng, 縂督京營戎政), velel všem vojskům v pekingském regionu, nově zorganizovaným do tří sborů dohromady s téměř 150 tisíci vojáky.
V dubnu 1551 mongolské poselstvo v čele s Toghtem, adoptivním synem Altan-chána, opět žádalo o obnovení obchodu, zejména s koňmi. Čchiou Luan i Jen Sung s tím souhlasili „aby byl získán čas“. Čchiou Luan navíc vůbec nechtěl s Mongoly bojovat. Mongolové poté přerušili útoky a na trzích v Ta-tchungu a Jen-ningu vyměňovali koně za hedvábí. Poté požádali o zrno výměnou za skot a ovce, císař Ťia-ťing však další obchodování zrušil, s tím že nepřináší bezpečnost. Mongolové se proto v zimě 1551–52 vrátili k loupeživým nájezdům.
Na jaře 1552 Altan-chán opět zaútočil, a v dubnu porazil Čchiou Luanova vojska u Ta-tchungu. V té době už Čchiou Luan ztratil podporu Jen Sunga a Lu Pinga a podal demisi, která nebyla přijata. V srpnu onemocněl, koncem měsíce byl zbaven velení a po několika dnech zemřel. Posmrtně byl obviněn ze zrady kvůli jednáním s Mongoly, jeho rodina a důstojníci, prostřednictvím kterých vedl ona jednání, byli popraveni.